# American water spaniel
L'American Water Spaniel è un cane da caccia conosciuto per il fiuto sviluppato, l'agilità in acqua ed il comportamento molto amichevole. È adatto ad essere addestrato come cane da salvataggio, da riporto o come animale da compagnia.

## Storia
Questa razza nasce in America del nord attorno alla metà del XIX secolo, probabilmente dall'incrocio di un Irish Water Spaniel e di un Curly Coated Retriever

## Usi e temperamento
Questa razza è molto amichevole con le persone. È anche attivo ed intelligente. Come già detto viene usato come cane da riporto. Nella caccia alle anatre è anche capace di tuffarsi dalla canoa per riprendere un'anatra morta nell'acqua. Tuttavia, anche se è un cane da caccia si può usare come cane da guardia per il suo istinto fedele.

## Aspetti morfologici
- Altezza:L'altezza può variare dai 38 cm ai 46 cm al garrese.
- Peso:Il peso va dagli 11 kg ai 20 kg.
- Mantello:Il mantello è idrorepellente e molto folto, ondulato e fittamente riccio. I colori sono: cioccolato scuro, nero, bruno, fegato, raramente con macchie bianche sul petto e sulle dita.
- Corpo:Il corpo è leggero e snello ma muscoloso e con struttura solida.
- Testa:La testa ha il cranio proporzionato. Non è molto lunga, è invece ben delineata.
- Orecchie:Le orecchie sono interamente ricoperte dal pelo ricciuto. Sono lunghe e posizionate sopra la linea degli occhi.
- Occhi:Gli occhi sono ben distanziati, di medie dimensioni, e il loro colore varia dal bruno-giallognolo al marrone, scuri o nocciola.
- Zampe:Le zampe non sono mai troppo lunghe, ma sono forti, con il pelo frangiato e idrorepellente.
- Piedi:I piedi sono dotati di cuscinetti plantari consistenti, dita compatte e membrane interdigitali, le quali facilitano il nuoto.
- Coda:La coda è di media lunghezza, sempre pronta a scodinzolare, e curvata leggermente a "S".

## Galleria d'immagini

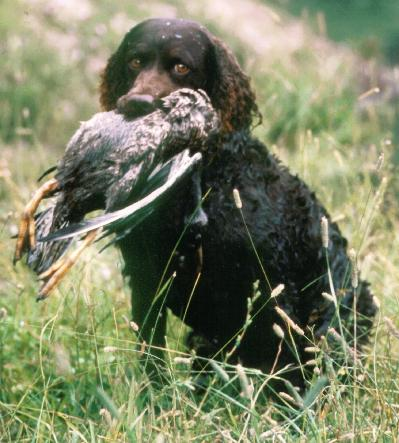
American Water Spaniel
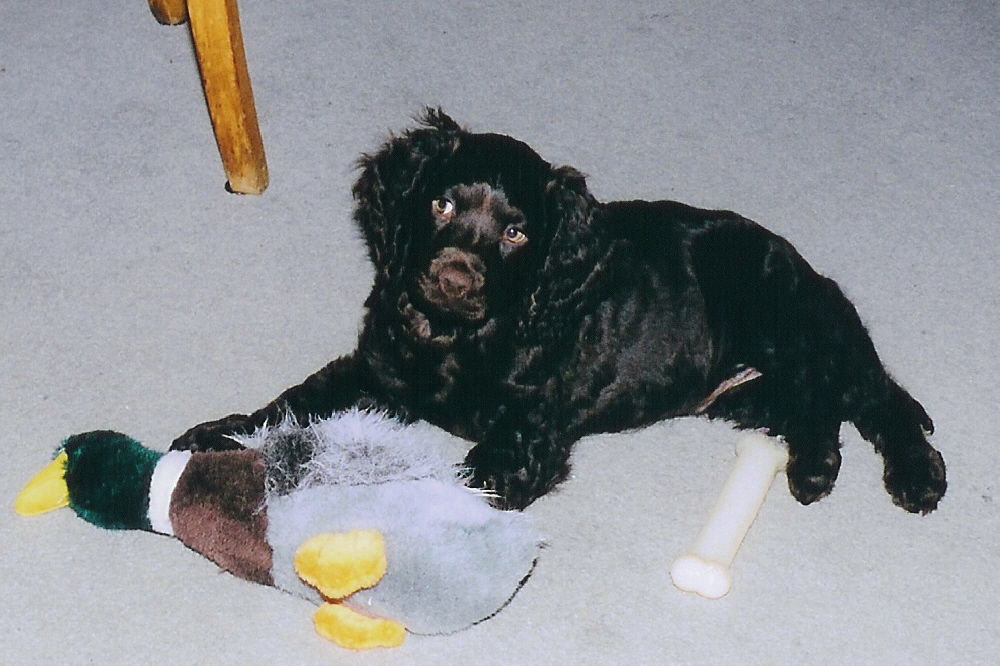
Cucciolo di American Water Spaniel